# Fred Vargas
Fred Vargas (pseudònim literari de Frédérique Audoin-Rouzeau), nascuda a París el 7 de juny de 1957, és una escriptora i arqueòloga francesa autora de novel·les policíaques d'èxit. Va triar el cognom Vargas, igual que la seva germana bessona Joëlle Vargas. El pseudònim fa referència a Maria Vargas, personatge interpretat per l'actriu Ava Gardner en el film La comtessa descalça (The Barefoot Contessa, 1954).

## Biografia

### Vida personal
Va estudiar al Lycée Molière de París i té un doctorat en història sobre la pesta a l'edat mitjana. Va treballar al CNRS i és especialista en arqueozoologia. També ha treballat en jaciments de recerca arqueològica.
A partir de 2004, Fred Vargas es compromet de manera molt activa en una campanya que reuneix polítics i intel·lectuals d'esquerres i d'extrema esquerra francesa que protesten contra l'extradició de l'activista italià d'extrema esquerra Cesare Battisti, condemnat per quatre morts. S'hi implica durant set anys.
Fred Vargas és filla de l'escriptor Philippe Audoin. El seu germà és l'historiador Stéphane Audoin-Rouzeau i la seva germana bessona la pintora contemporània Joëlle Vargas, coneguda com a Jo Vargas.

### Carrera literària
Fred Vargas escriu la seva primera novel·la policíaca, Les Jeux de l'amour et de la mort, als anys 80, en paral·lel a la seva feina en un jaciment arqueològic al departament de Nièvre, amb el qual va guanyar el primer premi de novel·la del festival de Cognac i la seva obra es publica en la col·lecció Le Masque.
Després, publica amb un ritme regular una quinzena de novel·les, algunes novel·les breus i dos còmics en col·laboració amb Edmond Baudoin.
Converteix el seu germà Stéphane Audoin-Rouzeau en el personatge d'una de les seves novel·les.
Des que Le Figaro publica la llista dels deu novel·listes més venuts (incloent-hi totes les edicions) en un any, Fred Vargas hi apareix de manera regular.

## Premis
Ha obtingut el Prix Landerneau (2015), i el Premi Internacional Dagger en tres ocasions consecutives. També ha guanyat el Prix Mystère de la critique (1996 i 2000), el Gran Premi de Crim de Ficció al Festival del Cognac (1999), el premi de la Llibreria Francesa i el Trofeu 813 a la millor novel·la en francès, entre altres premis. El 2018 obtingué el Premi Princesa d'Astúries de Literatura.

## Obres publicades

### Novel·les
Sèrie dels "Tres Evangelistes" (novel·la policíaca)
- Debout les morts (1995).
- Un peu plus loin sur la droite (1996).
- Sans feu ni lieu (1997).

Commissaire Adamsberg (novel·la policíaca)
- L'Homme aux cercles bleus (1991).
- L'Homme à l'envers (1999).
- Les Quatre Fleuves (2000), novel·la gràfica, amb il·lustracions d'Edmond Baudoin.
- Pars vite et reviens tard (2001).
- Coule la Seine (2002), recull de: 
  - Salut et Liberté (1997).
  - La Nuit des brutes (1999).
  - Cinq francs pièce (2000).
- Sous les vents de Neptune (2004).
- Dans les bois éternels (2006).
- Un lieu incertain (2008).
- Le Marchand d'éponges (2010), adaptació gràfica de la narració Cinq francs pièce inclosa en el recull Coule la Seine, amb il·lustracions d'Edmond Baudoin.
- L'Armée furieuse (2011).
- Temps glaciaires (2015).
- Quand sort la recluse (2017).
- Sur la dalle (2023).

Altres novel·les (novel·la detectivesca)
- Les Jeux de l'amour et de la mort (1986).
- Ceux qui vont mourir te saluent (1994).

## Traduccions al català
- La tercera verge (Dans les bois éternels). Barcelona: Ara Llibres, 2008. Traducció de Natxo Morera de la Vall.
- Un lloc incert (Un lieu incertain). Barcelona: Ara Llibres, 2009. Traducció d'Anna Torcal i Salvador Company.
- L'home dels cercles blaus (L'Homme aux cercles bleus). Barcelona: Ara Llibres, 2011. Traducció d'Anna Torcal i Salvador Company.
- L'exèrcit furiós (L'Armée furieuse). Barcelona: Ara Llibres, 2011. Traducció d'Anna Torcal i Salvador Company.
- Temps de gel (Temps glaciaires). Barcelona: Ara Llibres, 2015. Traducció d'Anna Torcal i Salvador Company.
- Quan surt la reclusa (Quand sort la recluse). Barcelona: Ara Llibres, 2018. Traducció d'Anna Torcal i Salvador Company.
- Sota els vents de Neptú (Sous les vents de Neptune). Barcelona: Amsterdam Llibres, 2019. Traducció de Josep Alemany.